# Otiothops baculus
Otiothops baculus là một loài nhện trong họ Palpimanidae. Loài này được phát hiện ở Brasil.